# Росоман (община)
Росоман (макед. Општина Росоман) — община в Северной Македонии. Расположена в центральной части страны. Население составляет 4 141 человека (2002 год).
Административный центр — город Росоман.
Площадь территории общины 132,9 км².
Этническая структура населения в общине по переписи 2002 года:
- македонцы — 3,694 (89,2%);
- сербы — 409 (9,9%);
- остальные — 38 (0,9%)